# Mikrofaser

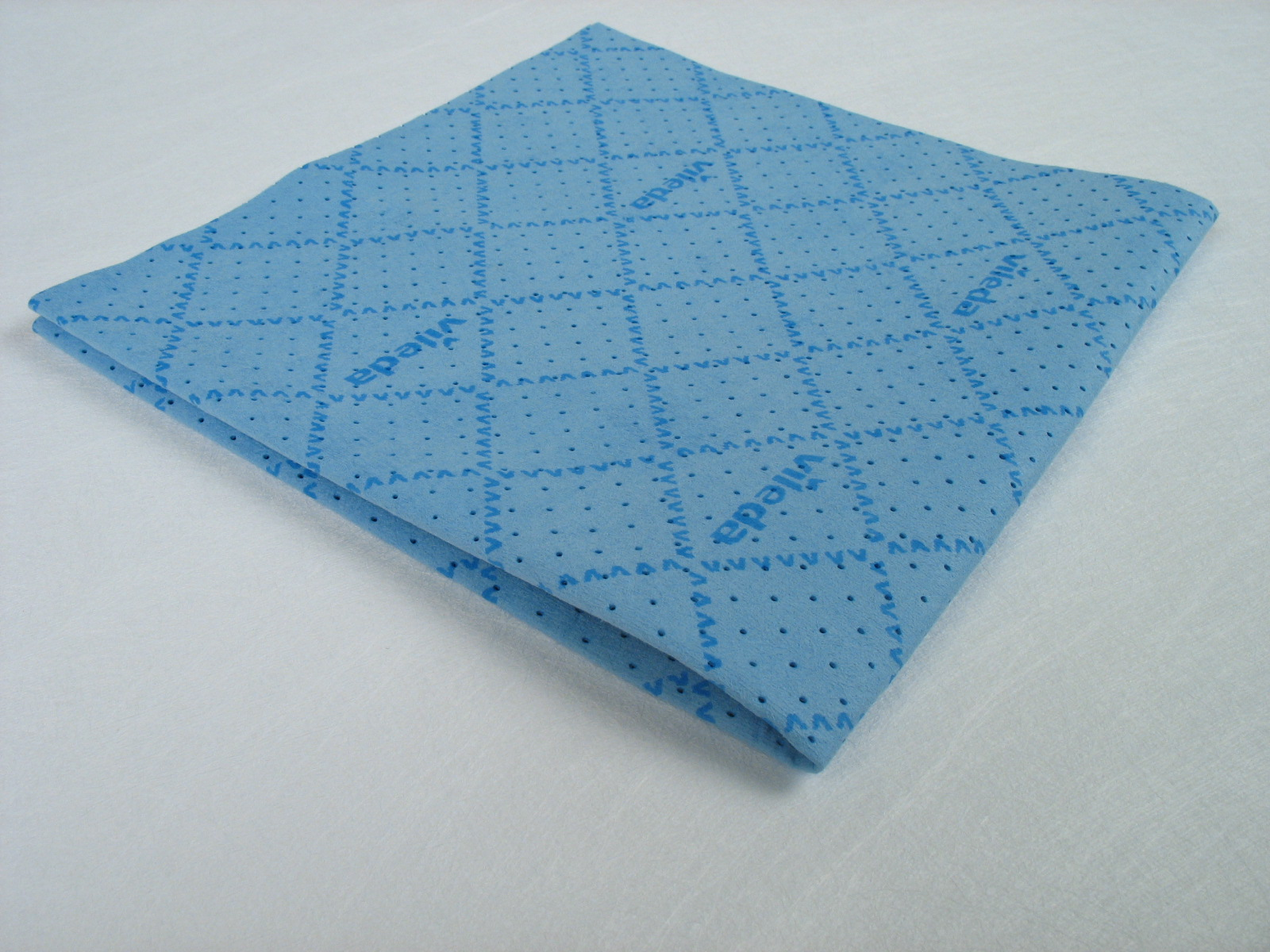
Stoff aus Mikrofaser zum Reinigen von empfindlichen Oberflächen

Mikrofaser (in der Fachliteratur auch Microfaser) ist eine Sammelbezeichnung für Fasern, deren Feinheit größer als 0,1 dtex ist, bei einer Dichte von 10−8 kg/m, d. h. 10.000 m Mikrofaser-Garn wiegen 0,1 g. Feinere Fasern (bis 10−7 dtex) heißen Nanofasern.
Im Allgemeinen liegt die Feinheit von Mikrofasern zwischen 0,3 und 0,8 dtex. Im Vergleich dazu beträgt die Feinheit der Naturfasern Baumwolle 1,5 bis 2,5 dtex, Schurwolle 3 bis 6 dtex und Seide 1,3 dtex. Die Faserdurchmesser liegen dann in Abhängigkeit von der Dichte zwischen 3 und 10 µm. Das normale menschliche Kopfhaar weist einen Durchmesser zwischen 50 und 70 µm auf. Glasfasern und andere Mineralfasern werden als Mikrofasern bezeichnet, wenn der Durchmesser unter 3 µm liegt. Feinere Fasern (weniger als 0,3 dtex) werden meist als Supermikrofasern oder Ultrafeinfasern bezeichnet.
Mikrofasergewebe mit bis zu 8.000 Filamenten pro Quadratzentimeter haben einen extrem niedrigen Querschnitt, sind hochelastisch, atmungsaktiv, feuchtigkeitsabweisend, weich und formbeständig. 

## Herstellung von Mikrofasern
Die Herstellung von Mikrofasern ist ein komplexer Prozess, der die Umwandlung von Polymeren in extrem feine Fäden beinhaltet. Dabei werden in der Regel Polyester und Polyamid verwendet, die aufgrund ihrer Eigenschaften wie Festigkeit und Elastizität besonders geeignet sind. Der Herstellungsprozess lässt sich in folgende Schritte unterteilen:
1. Extrusion: Ein Granulat-Gemisch aus Polyester und Polyamid wird geschmolzen und durch feine Düsen gepresst. Die dabei entstehenden Fäden sind so dünn, dass Tausende von Metern davon nur wenige Gramm wiegen.
2. Verstreckung: Die extrudierten Fäden werden gedehnt, um ihre molekulare Struktur und ihre physikalischen Eigenschaften (z. B. Zugfestigkeit, Fadendicke) zu optimieren; insbesondere wird durch Verstreckung die parallele Ausrichtung der Polymermoleküle optimiert. Der Grad der Verstreckung richtet sich nach dem Einsatzzweck (z. B. Reißfestigkeit, Flexibilität, Dehnbarkeit).
3. Texturierung: Um den Fäden eine höhere Oberflächenstruktur zu verleihen und ihre Saugfähigkeit zu verbessern, werden sie gekräuselt oder gelockt.
4. Garnherstellung: Die texturierten Einzelendfäden werden auf Spulen gewickelt und zu Garnen versponnen.
5. Gewebebildung: Aus den Garnen werden schließlich durch Weben oder Stricken die gewünschten Gewebe hergestellt.

## Kennzeichnung
In Bekleidung aus Mikrofaser findet sich normalerweise ein Etikett mit einem Hinweis auf Mikrofaser, z. B. „100 % Polyester-Mikrofaser“. Mikrofasern können aus synthetischen oder natürlichen Werkstoffen gefertigt werden. Viele Hersteller benutzen eigene Warenzeichen, um ihre Kunstfasern zu beschreiben. Ein paar Beispiele:
- Polyester: Trevira Finesse, Diolen Soft, Fortrel Microspun, DuPont Micromattique, Primabelle, Shingosen
- Nylon: Timbrelle, Supplex Microfiber, Tactel Micro, Silky Touch
- Acryl: Microsupreme
- Zellulose: Lyocell

## Verwendung
Weil Mikrofasern so fein sind, können viele von ihnen eng zusammengepackt werden. Es werden viel mehr feine Fasern benötigt, um einen Faden herzustellen, woraus sich eine größere Fadenoberfläche ergibt. Mikrofaser-Textilien sind sehr resistent gegen Fusseln.
Es ergeben sich besondere Einsatzgebiete:
- Lederimitate wie Alcantara zur Herstellung von Mantelstoffen, Handschuhen oder Stoffen für Polstermöbel.
- Funktions-Oberbekleidung (Sport- und Regenkleidung) aus Polyester oder Polyamid mit den Eigenschaften wie Wasserdampfdurchlässigkeit (Schweiß verdampft durch die Stoffporen), schnell trocknend, winddicht, wasserabweisend zusammen mit einem weichen Griff.
- Hochleistungsreinigungstücher, die beim Einsatz gar kein oder nur noch geringe Mengen an Putzmittel benötigen. Details siehe Mikrofasertuch.
- Seidenartige Stoffe für Oberbekleidungsartikel oder Bettwäsche.
- Filtermedien für die Polstofffiltration.